# Vetas
Vetas es un municipio del departamento de Santander, Colombia, y forma parte de la provincia de Soto Norte. Es una de las localidades más antiguas de Santander, ya que su fundación —ocasionada por su riqueza aurífera— se realizó en la etapa inicial de la conquista española. Su historia está ligada a la minería del oro, actividad que ha sido el eje de su economía desde la época colonial y que sigue desempeñando un papel fundamental en el desarrollo local.
Es el municipio más alto de Colombia, con su casco urbano ubicado a una altitud de 3.370 m s. n. m., lo que le otorga un clima frío de páramo y paisajes caracterizados por montañas, lagunas y ecosistemas estratégicos como el Páramo de Santurbán, del cual hace parte. Su geografía accidentada y su importancia como fuente hídrica lo convierten en un territorio clave para la conservación ambiental y el abastecimiento de agua en la región.

## Etimología
El nombre "Vetas" proviene de las abundantes vetas de oro en la región, que atrajeron a colonizadores y mineros desde tiempos precolombinos. Originalmente conocida como "La Real Minera de Vetas", la localidad debe su nombre y desarrollo a su riqueza aurífera, siendo la minería su principal actividad económica desde la conquista española.

## Símbolos

### Bandera
La bandera del municipio está compuesta por dos franjas verticales de dos colores principales:
- Gris: Representa el color de las vetas minerales presentes en la región, haciendo alusión directa a la riqueza minera que caracteriza a Vetas.
- Dorado: Simboliza el oro, el metal precioso que ha sido central en la economía y la historia del municipio desde su fundación.

### Escudo
El escudo de Vetas incorpora elementos que representan la identidad y patrimonio del municipio:
- Corona: Ubicada en la parte superior del escudo, simboliza el antiguo título de "La Real Minera de Vetas", destacando la importancia histórica de la minería en la región y su importancia en la época colonial.
- Imagen central: Muestra a un minero trabajando en la extracción de oro, reflejando la laboriosidad de los habitantes y la tradición minera del municipio.
- Elementos naturales: En la parte inferior, se representan las lagunas, destacando el potencial hídrico de Vetas, y el frailejón (Espeletia), planta emblemática de los páramos andinos, simbolizando la riqueza natural y la biodiversidad de la zona.

### Himno
El Himno de Vetas, compuesto por Luis Beltrán Merchán, es un canto de orgullo y reconocimiento a la historia, riqueza natural y tradición minera del municipio. Destaca la grandeza del Páramo de Santurbán, el trabajo incansable de sus habitantes y el legado de sus fundadores.

#### Coro
¡Adelante, vetanos altivos!
Que la historia, en páginas de gloria,
conservará escrito nuestro nombre
con el precioso Rey de los Metales.

Santurbán, cual cimera de gigante,
en las cumbres andinas se levanta
a defender, intrépido y arrogante,
las riquezas y el pueblo que a sus plantas,
en la historia gallarda, se adelanta.

En sus faldas maduran los trigales,
en sus valles florecen los jardines,
en sus entrañas se forman los metales,
que en espadas, adornos y espolines
ostentaron guerreros paladines.

En sus aguas, cual mágicos espejos,
retratadas se miran en las alturas
las estrellas y el sol con sus reflejos,
se desgranan en copos de blancura
y los campos los cubren de verdura.

Nuestros padres heroicos lucharon
en defensa de nobles ideales.
conservemos la herencia que dejaron,
tan brillante como el Rey de los Metales,
y aumentemos las glorias patriarcales.

## Geografía

#### Algunos datos
- Extensión total: 93 km²
- Extensión área urbana: 14 km²
- Extensión área rural: 79 km²
- Altitud (metros sobre el nivel del mar): 3370 m s. n. m.[3] lo que lo convierte en el municipio más alto de Colombia.
- Con una temperatura media de 5,3 °C, oscilando entre 0-9 °C en la parte alta y 6-14 °C en la zona baja.[4]

Distancia de referencia: distancia aproximada de 92 km de la ciudad de Bucaramanga.
Un gran parte del municipio (más que 7 mil hectáreas) forma parte del Páramo de Santurbán, fuente hídrica para Santander y Norte de Santander.
Límites del municipio
Limita al oeste con los municipios de California y Charta; al sur con los municipios de Tona, Charta y California; al norte con el departamento de Norte de Santander y el municipio de California; al este con el departamento de Norte de Santander.

### Clima
Según la clasificación climática de Köppen, Vetas tiene un clima tiene un clima alpino húmedo Eth. Tiene una temperatura promedio de 11 °C y una máxima promedio de 15 °C. Presenta una precipitación anual promedio de 906 mm. Como en la mayoría de Colombia, el régimen de lluvias  está distribuido en dos períodos secos y dos lluviosos.
| Parámetros climáticos promedio de Vetas                                             | Parámetros climáticos promedio de Vetas | Parámetros climáticos promedio de Vetas | Parámetros climáticos promedio de Vetas | Parámetros climáticos promedio de Vetas | Parámetros climáticos promedio de Vetas | Parámetros climáticos promedio de Vetas | Parámetros climáticos promedio de Vetas | Parámetros climáticos promedio de Vetas | Parámetros climáticos promedio de Vetas | Parámetros climáticos promedio de Vetas | Parámetros climáticos promedio de Vetas | Parámetros climáticos promedio de Vetas | Parámetros climáticos promedio de Vetas |
| Mes                                                                                 | Ene.                                    | Feb.                                    | Mar.                                    | Abr.                                    | May.                                    | Jun.                                    | Jul.                                    | Ago.                                    | Sep.                                    | Oct.                                    | Nov.                                    | Dic.                                    | Anual                                   |
| ----------------------------------------------------------------------------------- | --------------------------------------- | --------------------------------------- | --------------------------------------- | --------------------------------------- | --------------------------------------- | --------------------------------------- | --------------------------------------- | --------------------------------------- | --------------------------------------- | --------------------------------------- | --------------------------------------- | --------------------------------------- | --------------------------------------- |
| Temp. máx. media (°C)                                                               | 15.5                                    | 15.7                                    | 15.7                                    | 15.2                                    | 14.9                                    | 14.7                                    | 14.7                                    | 15.1                                    | 15.2                                    | 15.1                                    | 15.0                                    | 15.2                                    | 15.2                                    |
| Temp. media (°C)                                                                    | 10.9                                    | 11.2                                    | 11.4                                    | 11.4                                    | 11.4                                    | 11.2                                    | 11.1                                    | 11.3                                    | 11.3                                    | 11.1                                    | 11.0                                    | 10.9                                    | 11.2                                    |
| Temp. mín. media (°C)                                                               | 7.6                                     | 7.9                                     | 8.4                                     | 8.9                                     | 9.1                                     | 8.9                                     | 8.5                                     | 8.6                                     | 8.6                                     | 8.5                                     | 8.5                                     | 7.9                                     | 8.5                                     |
| Precipitación total (mm)                                                            | 23.5                                    | 34.7                                    | 58.9                                    | 132.3                                   | 121.7                                   | 61.9                                    | 44.9                                    | 69.0                                    | 104.7                                   | 129.5                                   | 93.4                                    | 32.1                                    | 906.5                                   |
| Días de precipitaciones (≥ 1 mm)                                                    | 4                                       | 5                                       | 8                                       | 14                                      | 14                                      | 11                                      | 9                                       | 11                                      | 14                                      | 16                                      | 12                                      | 5                                       | 121                                     |
| Horas de sol                                                                        | 217.0                                   | 190.4                                   | 192.2                                   | 165.0                                   | 173.6                                   | 186.6                                   | 210.8                                   | 207.7                                   | 204.0                                   | 176.7                                   | 180.0                                   | 207.7                                   | 2311.7                                  |
| Humedad relativa (%)                                                                | 75                                      | 75                                      | 79                                      | 86                                      | 88                                      | 86                                      | 83                                      | 83                                      | 83                                      | 87                                      | 86                                      | 81                                      | 82.7                                    |
| Fuente: Instituto de Hidrología, Meteorología e Investigaciones Ambientales (IDEAM) |                                         |                                         |                                         |                                         |                                         |                                         |                                         |                                         |                                         |                                         |                                         |                                         |                                         |

## Economía

### Agricultura
En el municipio predominan los minifundios, representados en pequeñas parcelas con diferentes clases de cultivos y con prácticas tradicionales. Los cultivos de mayor producción son[cita requerida]: 
- Papa: 15 ha. La variedad más cultivada es la parda pastusa.

- Cebolla junca. 12 ha.

- Trigo: 6 ha. La variedad más cultivada es la tusita.

- Hortalizas: 4 ha. En menor producción se encuentra la arveja (piquinegra), maíz, fríjol, mora de Castilla, durazno, granadilla, ciruela, tomate de árbol, curuba, uchuva, entre otros.

### Sector minero
La actividad económica predominante en el municipio es la explotación minera, sector que en la actualidad cuenta con 12 empresas dedicadas a extraer metales como oro y plata, las cuales están ubicadas la mayor parte de ellas en la periferia. Las mencionadas empresas son: 
- Reina de Oro
- Tajo Abierto
- Potosí
- Real Minera
- Trompetero
- La Elsy
- Providencia
- San Bartolo
- Delirios
- La Peter
- El Dorado
- Mármol de San Turban
- El Guane
- La Tosca

Desde hace más de 400 años, este municipio cuenta con un distrito minero que se encuentra en riesgo de desaparecer, trayendo zozobra para sus habitantes, ya que la principal actividad económica del territorio depende de la nueva delimitación del Páramo de Santurbán, ordenada por la Corte Constitucional a través de la Sentencia T-361 de 2017.
La comunidad vetana espera que el Gobierno Nacional reconozca sus derechos y garantice la permanencia en el municipio de este sector económico, así como respaldo y apoyo para la sostenibilidad y el futuro del mismo.

### Ganadería
Otras de las principales actividades económicas que se desarrollan en el municipio es la ganadería. El ganado vacuno ocupa el primer lugar, sobresalen productos como leche, queso y cuajada. El ganado lanar también ocupa un lugar importante en la economía municipal. Actualmente se están adelantando programas para impulsar la cría de ovejas y de conejos a través de la asociación de pequeños productores.
Otros ganados que existen son: 
- Porcino
- Equino
- Caprino

### Turismo

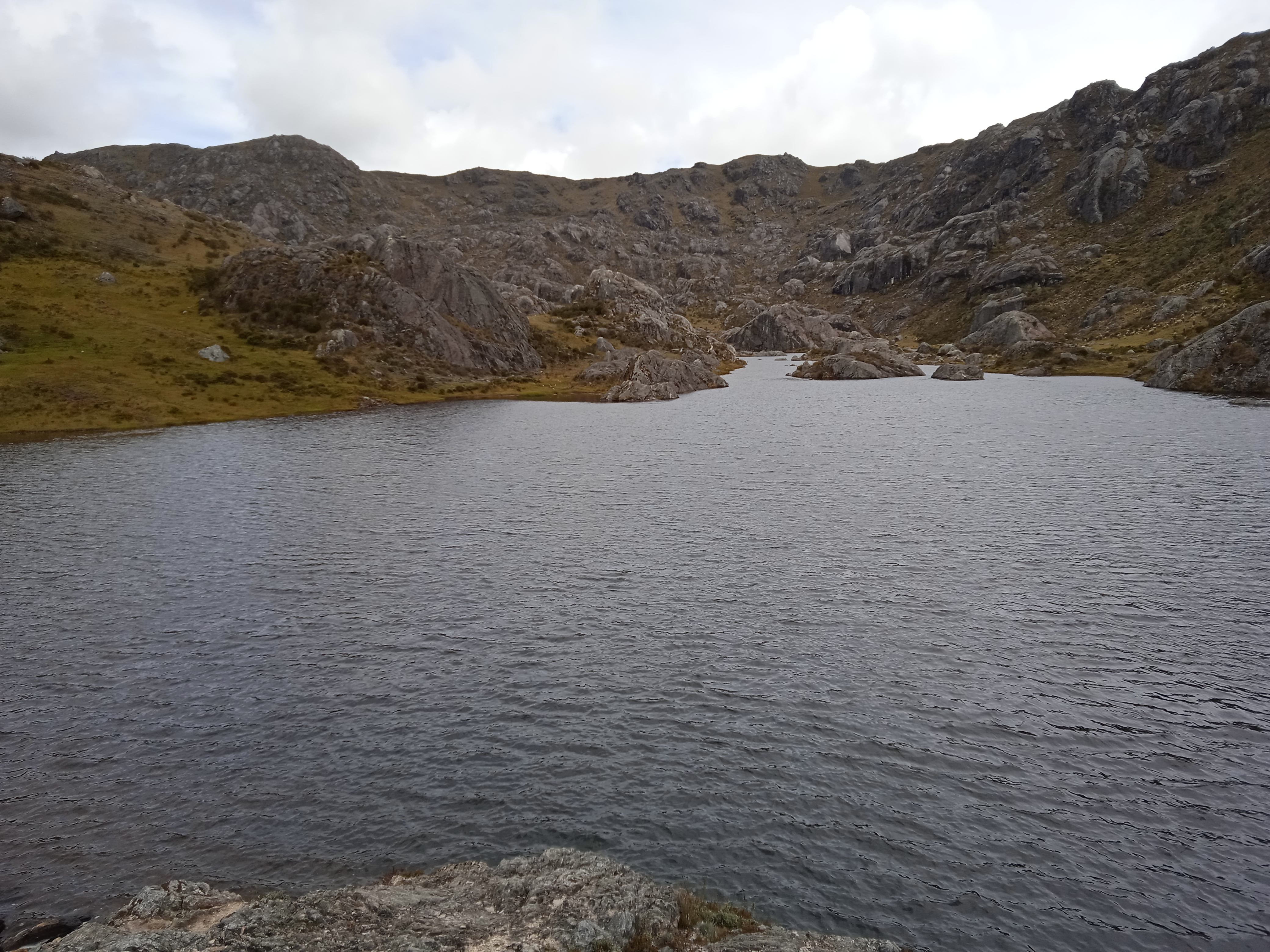
Laguna Las Negras, ubicada en el páramo de Santurbán, en el municipio de Vetas, Santander, Colombia.

Hoy en día la gran diversidad de paisajes, las hermosas lagunas que cuenta este gran municipio y la atracción por la minería hacen que personas lleguen con gran admiración a disfrutar estas riquezas con las que cuenta el municipio y sobre todo la gran calidad de la gente que día a día se esmera por brindar un caluroso recibimiento al turista que llega a Vetas.

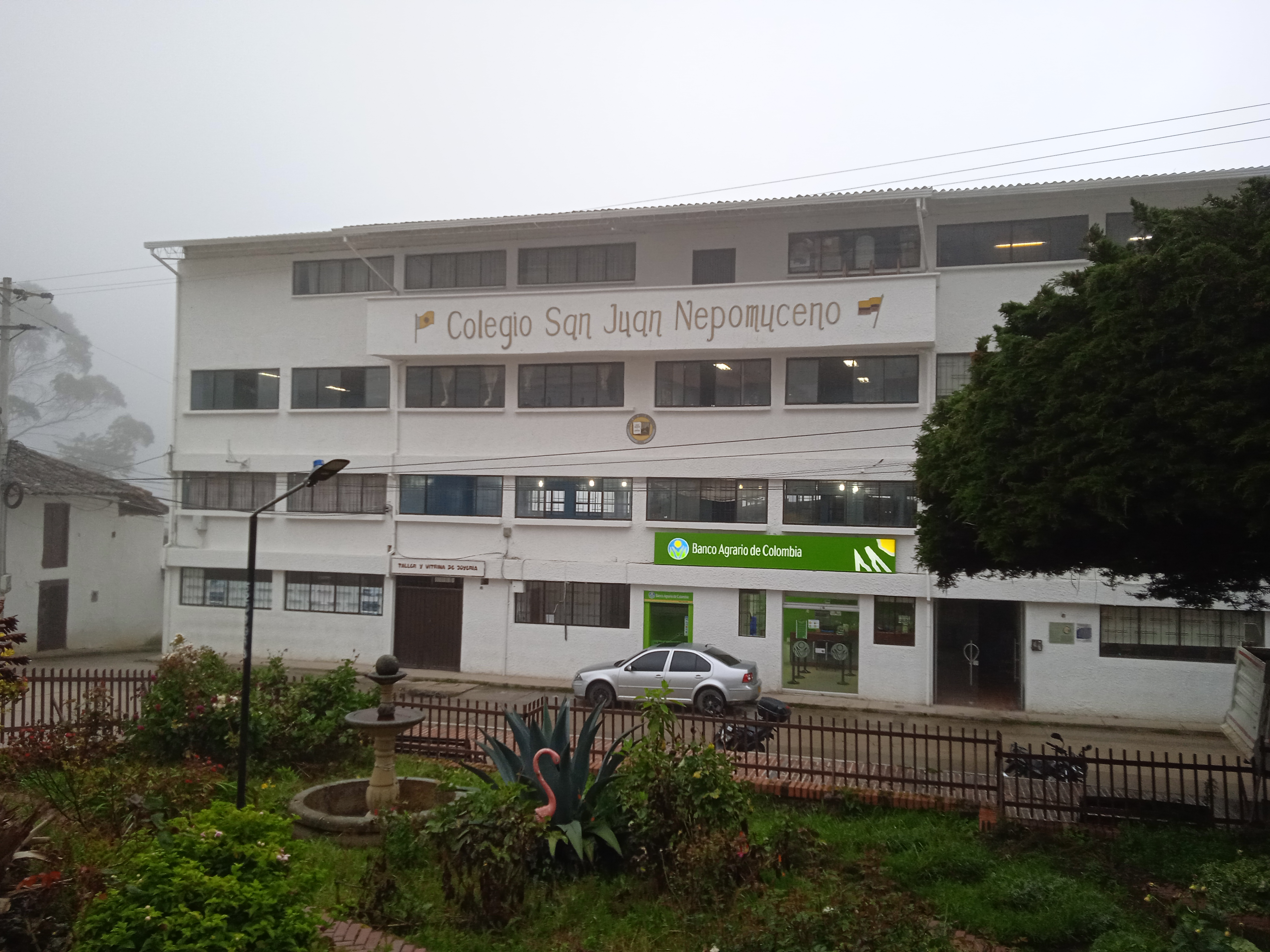
Colegio San Juan Nepomuceno, Vetas, Santander.

## Educación
Existe el colegio San Juan Nepomuceno, institución educativa oficial que brinda educación preescolar, básica y media en 6 sedes.